# Änne Söll
Änne Söll (* 1969) ist eine deutsche Kunsthistorikerin und Professorin für Kunstgeschichte mit den Schwerpunkten Kunst des 20. und 21. Jahrhunderts sowie Kultur- und Geschlechterforschung, insbesondere der Männlichkeitsforschung. Sie lehrt seit 2015 am Kunstgeschichtlichen Institut der Ruhr-Universität Bochum und befasst sich in ihrer Forschung und Lehre unter anderem mit Neuer Sachlichkeit, neuen Medien, Materialitätstheorien und Ausstellungskonzepten in der bildenden Kunst.

## Leben
Nach ihrem Studium an der Middlesex University in London und der Goethe-Universität Frankfurt wurde Söll 2003 mit der Dissertation Arbeit am Körper. Videos und Videoinstallationen von Pipilotti Rist an der Hochschule für Bildende Künste Braunschweig bei Katharina Sykora promoviert. Sie war Empfängerin mehrerer Stipendien und Förderungen, unter anderem der  Deutschen Forschungsgemeinschaft und des Fulbright-Programms.  Von 2010 bis 2018 war sie Redakteurin der Zeitschrift für Kunst- und Kulturwissenschaften kritische berichte.
Ihre Habilitation erfolgte 2014 an der Universität Potsdam zum Thema Der Neue Mann? Männerporträts von Otto Dix, Christian Schad und Anton Räderscheidt. Söll war als wissenschaftliche Mitarbeiterin an der TU Dortmund und der Universität Potsdam tätig, ehe sie 2015 an die Ruhr-Universität Bochum berufen wurde. Sie ist Leiterin des von der Deutschen Forschungsgemeinschaft (DFG) geförderten Projekts Period Rooms und organisierte die internationalen Tagungen Kulturen des Glanzes. Materialien – Praktiken – Subjektivierungen (2017), It's an impossible subject. Fotografie und Männlichkeit (2019), und Period rooms as hubs of cultural transfer (2019).

## Veröffentlichungen (Auswahl)
Monographien
- Der Neue Mann? Männerporträts von Otto Dix, Christian Schad und Anton Räderscheidt, München: Wilhelm Fink Verlag 2016 (Habilitation). ISBN 978-3-7705-5861-2
- Pipilotti Rist, Köln: DuMont 2005. ISBN 978-3-8321-7540-5
- Arbeit am Körper. Videos und Videoinstallationen von Pipilotti Rist, München: Silke Schreiber Verlag 2004 (Dissertation). ISBN 3-88960-069-7

Herausgeberschaften
- Queer Curating (mit Jonathan Katz), On Curating Nr. 37[7]
- Der Mann in der Krise? Visualisierungen von Männlichkeit im 20 und 21. Jahrhundert (mit Gerald Schröder), Böhlau: Köln 2015
- Coolness. Zur Ästhetik einer kulturellen Verhaltensstrategie und Attitüde (mit Annette Geiger und Gerald Schröder), Bielefeld: transcipt 2010
- Freundschaftsakte – Liebestaten. Salecina Beiträge zur Gesellschaft- und Kulturkritik, Bd. 3 (mit Gisela Engel), trafo: Berlin 2003, darin: „Der Fotograf als Freund: Freundschaft und Intimität in den Paarfotografien von Wolfgang Tillmans“, S. 103–118.
- Material im Prozeß, Strategien ästhetischer Produktivität (mit Andreas Haus und Frank Hofmann), Reimer: Berlin 2000, darin: „50 kg nicht durchtrainiert Körper und Material in Pipilotti Rists Rotem und Blauem Leibesbrief“, S. 189–201.